# Partia Rozsądku
Partia Rozsądku (Partei der Vernunft, pdv) – niemiecka partia o programie libertariańskim. Odwołuje się do austriackiej szkoły ekonomii, w szczególności do Friedricha von Hayeka.

## Program
W swoim programie postuluje m.in.:

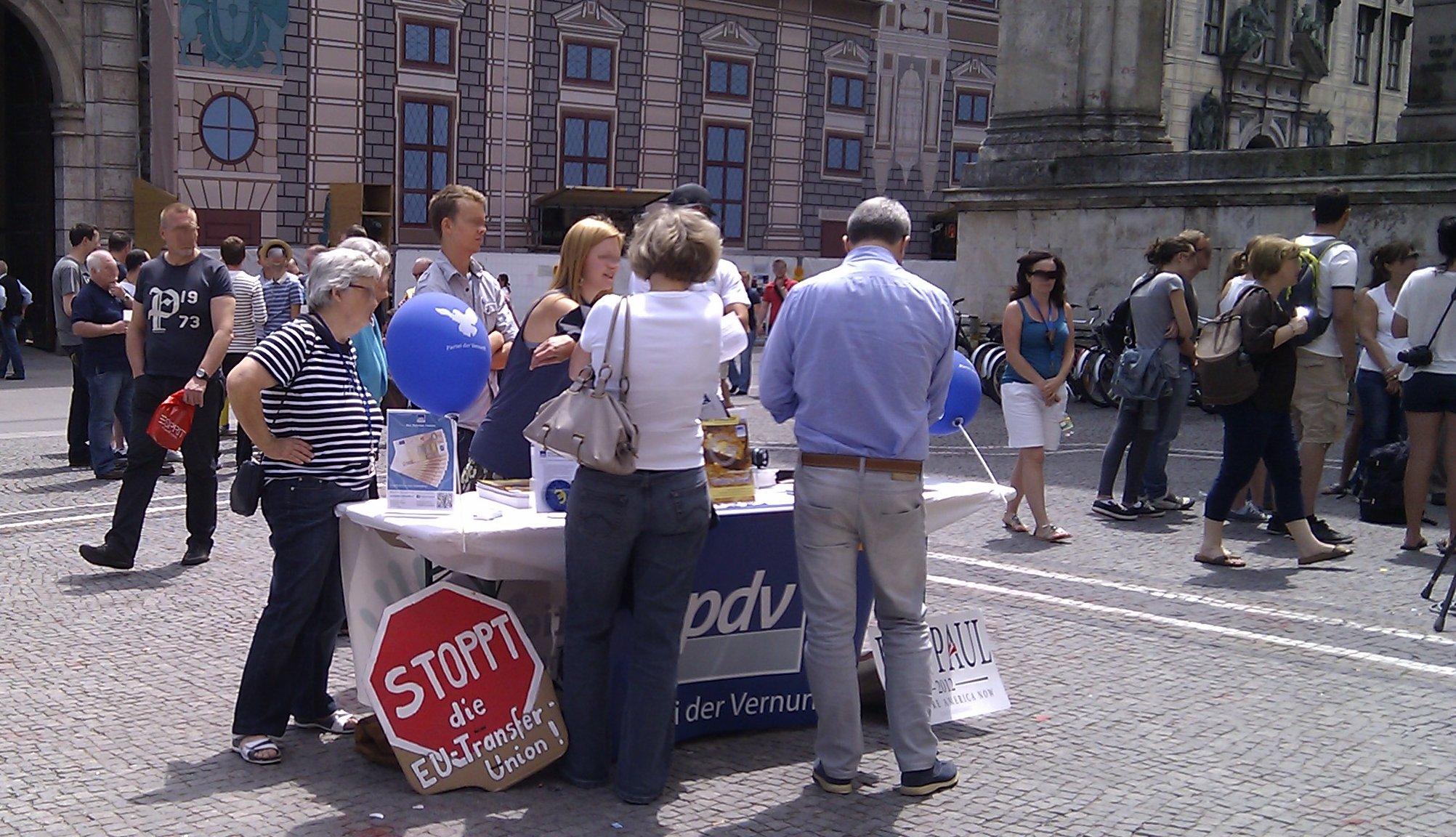
Partia Rozsądku

- ochronę umów handlowych, dopóki nie szkodzą osobom trzecim;
- zniesienie państwowego monopolu walutowego;
- zastąpienie rozczłonkowanej pomocy społecznej jedną „zapomogą obywatelską”, a docelowo zniesienie wszystkich zapomóg socjalnych;
- wprowadzenie (docelowo) podatku obrotowego 10%;
- wprowadzenie (docelowo) proporcjonalnego podatku dochodowego 25%, z progiem wolnym w wysokości 12.000 €;
- wycofanie wojsk biorących udział w misjach pokojowych, prewencyjnych i niewynikających z literalnie rozumianych zobowiązań sojuszniczych;
- zastąpienie armii z poboru armią zawodową;
- podwyższenie budżetu policji i ograniczenie policyjnej biurokracji;
- odchudzenie kodeksów prawnych;
- przenoszenie wpływów podatkowych do krajów związkowych, a następnie do gmin, co ma skutkować konkurencją pomiędzy nimi;
- zakazanie subwencjonowania, zarówno podmiotów handlu wewnętrznego i branży finansowej, jak i podmiotów zagranicznych, w tym państw;
- przekształcenie Unii Europejskiej w obszar wolnego przepływu kapitału, ludzi i usług, oparty na jednej umowie multilateralnej;
- likwidację Parlamentu Europejskiego lub nadanie mu realnych kompetencji;
- utrzymanie kodeksu karnego bez kary śmierci;
- zezwolenie na osiedlanie się każdemu imigrantowi chcącemu pracować;
- ograniczenie pomocy socjalnej dla imigrantów;
- wstrzymanie publicznego finansowania szkół i profilaktyki zdrowotnej;
- rozszerzenie programu stypendialnego dla studentów, silniej powiązanego z wynikami;
- refundację opieki zdrowotnej tylko i wyłącznie ludziom obłożnie chorym lub niepełnosprawnym;
- wprowadzenie systemu prywatnych i dobrowolnych ubezpieczeń emerytalnych;
- odchudzenie parlamentów;
- odejście od walki z tzw. ociepleniem klimatu[4].

## Wyniki wyborcze
Pierwszymi wyborami, w których PdV wzięła udział były wybory lokalne w Dolnej Saksonii w 2011 r., w których partia zdobyła po jednym radnym w mieście Harsefeld, w gminie zbiorowej Harsefeld oraz w mieście Bremervörde.
13 maja 2012 r. Partia Rozsądku po raz pierwszy wystartowała w wyborach krajowych. W wyborach w Nadrenii-Północnej Westfalii lista PdV zdobyła 6 348 głosów (0,1%), zajmując 17. miejsce. Partia nie wystawiła w tych wyborach kandydatów w okręgach jednomandatowych.